# Gatebox
Gatebox是日本Gatebox株式会社开发的模拟养成系统，是利用一个圆柱体弧面玻璃中以立体的方式呈现一个3D的动漫人物，该人物不仅具有通话功能，能够链接手机进行类似短信的交流，同时还能够连接家用電源，进行控制；此模拟养成系統以模拟女友为卖点。
1. ↑  .   [2024-06-16]. （原始内容存档于2025-01-15）.